# Kostel svaté Markéty (Hlučín)
Kostel svaté Markéty je jedním ze tří památkově chráněných kostelů v Hlučíně. Hřbitovní kostel se hřbitovem se nachází na pozemcích p.č. 673 a 674 a je urbanistickou dominantou města Hlučína. Byl postaven v roce 1820, slohově by se mělo jednat o stavbu pozdního klasicismu, přesto stavba kostela vykazuje prvky regionální barokní architektury. Jako kulturní památka je evidován pod č. 30145/8-1373.
Kostel je jednolodní zděná omítaná stavba s věží zapuštěnou do vstupního průčelí. Věž hranolová s okosenými rohy, nad římsou cibulovitá střecha s lucernou. Okna převážně obdélná, se stlačeným odsazeným záklenkem, pouze do věže a na kruchtu okna zaoblených tvarů (oválná, kruhová) bez orámování. Areál hřbitovního kostela je uzavřen různorodou ohradní zdí se vstupní branou. Na hřbitově se nachází neogotická kaple (márnice) z 19. století.
Starší dřevěný kostel byl postaven roku 1538 Kryštofem ze Zvole, kanovníkem v Olomouci na počest jeho zemřelé matky Markéty, při kostele byl založen rovněž hřbitov. Na hřbitově se pohřbívá od roku 1538. Okolo roku 1638 kostel vyhořel, znovu byl postaven roku 1647 jako dřevěná stavba. V září roku 1802, kdy velký požár zničil Dlouhou ves, shořel také do základů kostel sv. Markéty. Tento dřevěný renesanční kostel byl situován tak, že hlavní oltář směřoval na východ a na západní straně byla velká chrámová loď. V malém chóru byl oltář s obrazem sv. patronky, po boku byly sochy sv. Kateřiny a sv. Barbory. V malém chóru byla malá pavlač. V tomto kostele se rovněž nacházely dva boční oltáře "Ejhle člověk" a "Marie Loretana (vavřínová)". Kostel nebyl zevnitř bílený. Na stěnách viselo mnoho krásných obrazů a ve věžičce, která byla na vrchu střechy, byl zvon. Zvon se při požáru roztavil.
Na plánu města z roku 1811 je zakreslena jen kaple. Dnešní zděný kostel byl postaven roku 1820.
Ke konci 2. světové války kostel znovu vyhořel a krátce po válce byl znovu zastřešen včetně věže a celý opraven.

## Galerie

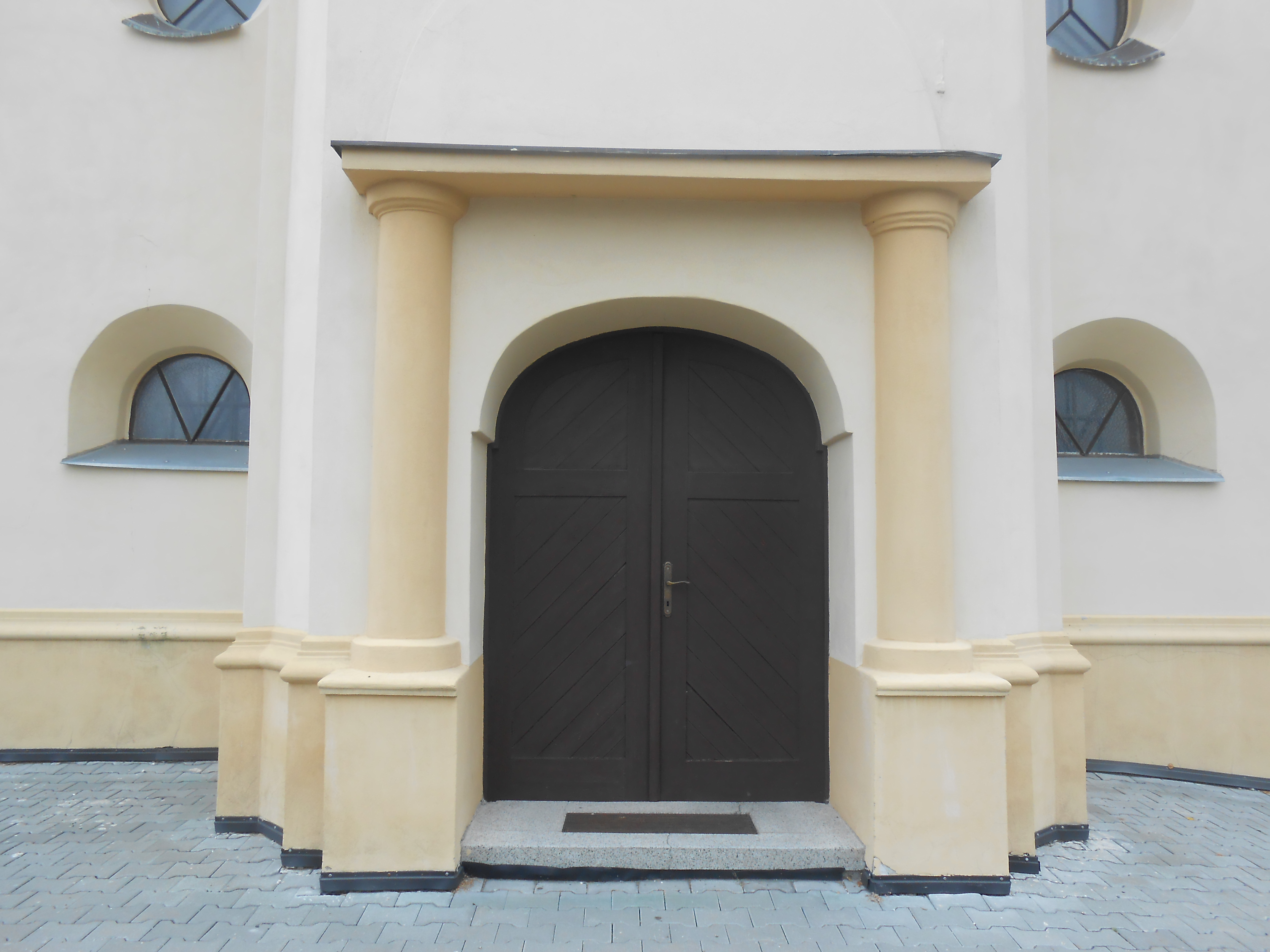
Kostel sv. Markéty vstup
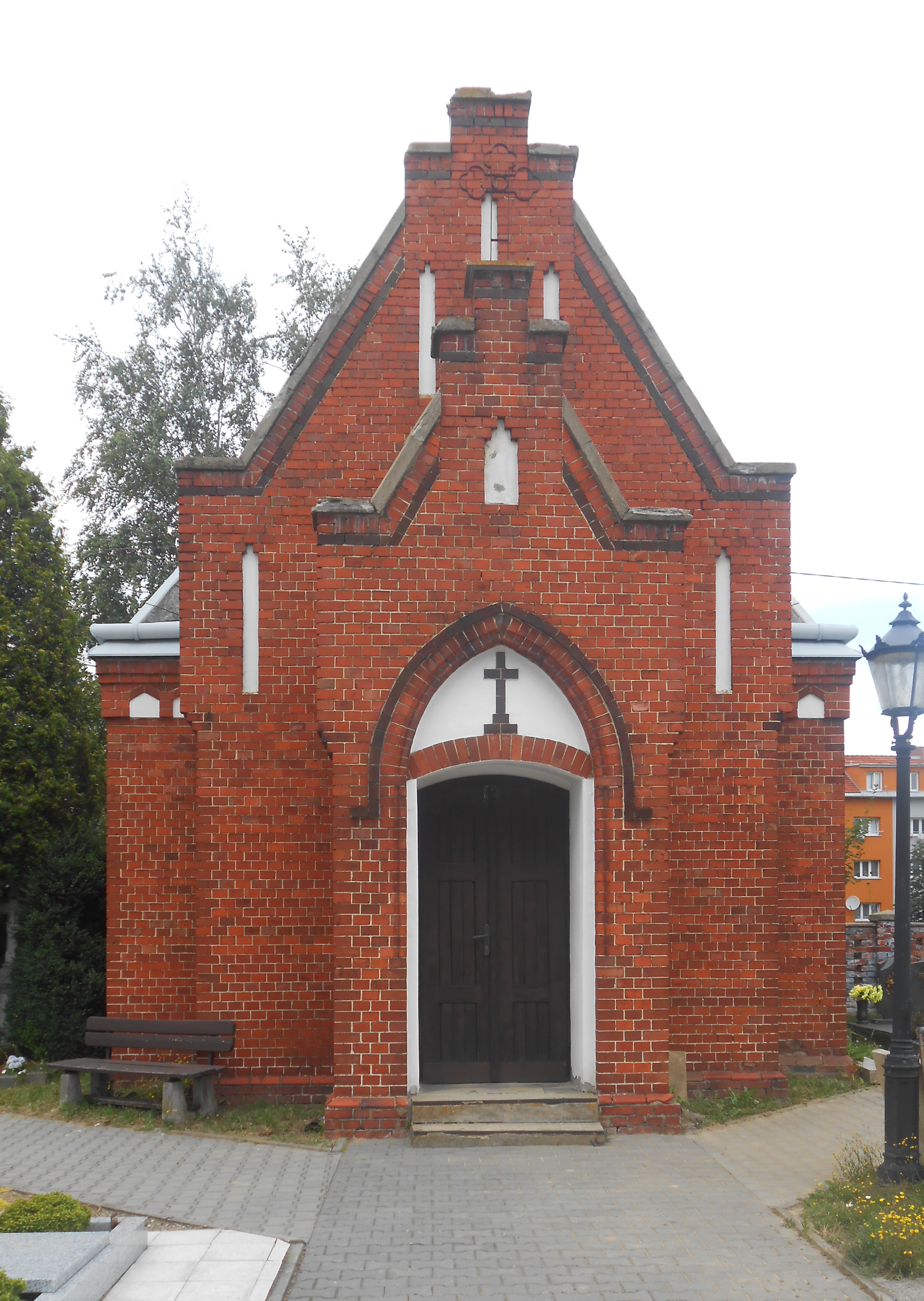
Kaple na hřbitově u kostela sv. Markéty
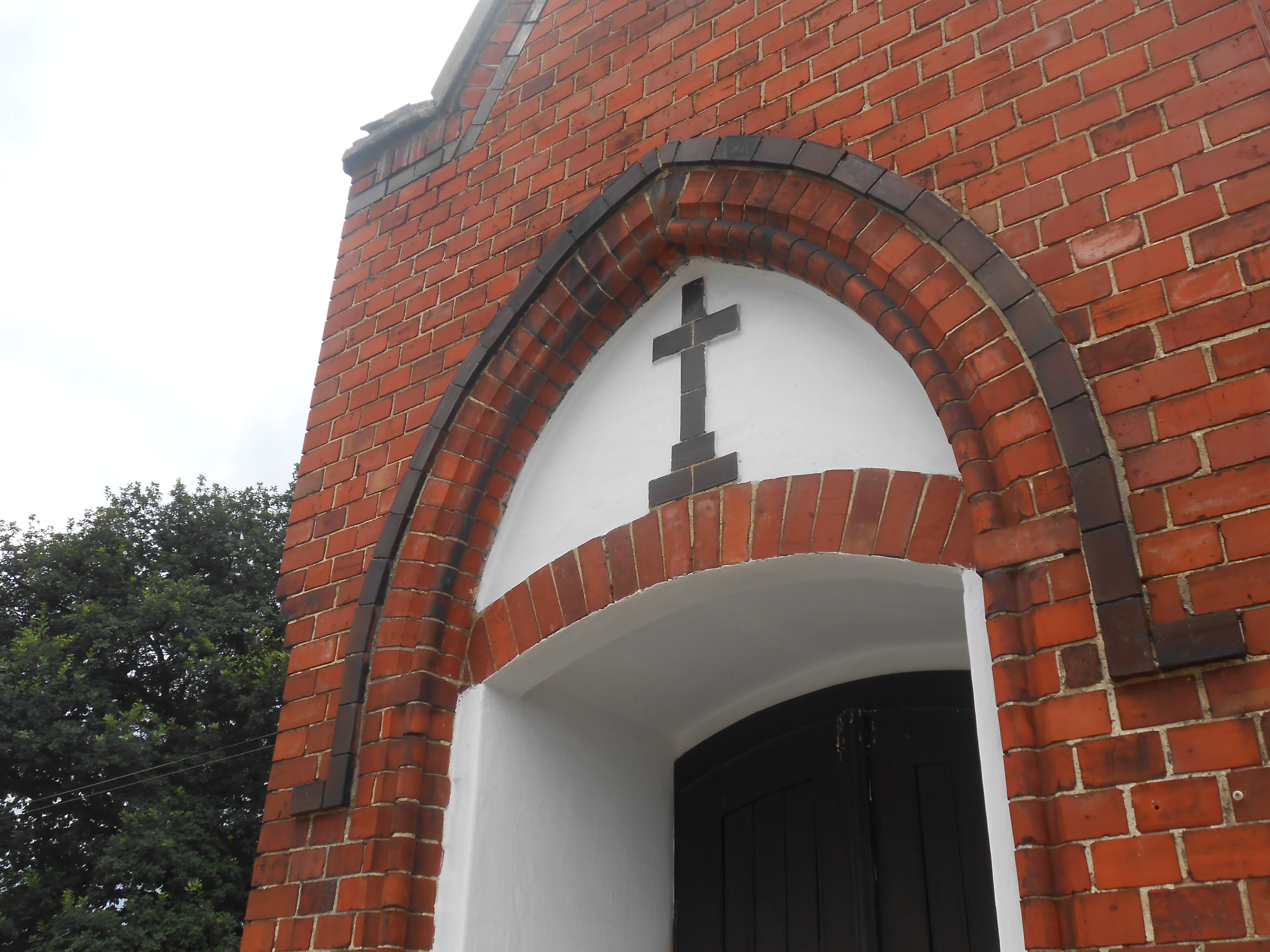
Kaple hřbitov sv. Markéty detail